# 大瀧彩乃
大瀧 彩乃（おおたき あやの、1981年12月17日 - ）は、日本のスタイリスト、元アイドル。大滝彩乃と表記されることもある。
神奈川県相模原市出身。血液型はB型。

## 略歴
二人姉妹の長女。出生地は岩手県釜石市（その隣の遠野市は母親の出身地）。子供の頃から、洋服のアレンジをしたりおしゃれが好きで、ファッションに興味を持っていた。
神奈川県立橋本高等学校卒業。学生時代はサッカー部のマネージャーをやっていた。
1999年1月22日、バラエティ番組『DAIBAッテキ!!』（フジテレビ）のオーディションに合格。アイドルグループ・チェキッ娘のメンバーとなる（チェキッ娘ID020）。 なお、オーディションはこれより前に一度出る予定だったが、出る直前に自転車で事故に遭いキャンセル、1999年1月22日に改めて出場した。このきっかけは、既に芸能事務所に入っていたある先輩に誘われ、遊びという感じで写真を送ったことで、受かると思ってなかったのでびっくりしたとのこと。そんな感じだったことから、絶対に売れたいという気持ちは無く、伸び伸びやっていたということである。
5thシングル『ドタバタギャグの日曜日』ではフロントメンバー（メインボーカル）を務めた。また、チェキッ娘のメンバーだった当時は、編んだ髪の毛を上、右、左に伸ばし立たせたヘアースタイルも話題となった（これを自らバリサンとも呼んでいた。『DAIBAクシン!!GOLD』の最終回放送時にはこれを7本に増やしていた。この当時、最初はこの髪型にするつもりはなかったが、『DAIBAクシン!!GOLD』の番組中でダブルダッチを練習した時に、その時していたシニヨンの髪に縄が巻き付き、「今度からそれで来い」と言われ、その後もシニヨンにしようとしていたが、ある日髪をまとめる時間が無く、髪が立ったまま出演したのがその始まりだったと言う。大瀧曰くチェキッ娘加入当初は「多くのメンバーの中で圧倒された」と思ったことから、メンバーの集団の中で個性を出して少しでも視聴者の記憶に残るようにすることを強く意識し、このような変わった髪形にしたということである。しかしテレビに映るのは苦手な方だったとのことで、当時から私服での撮影の時に他のメンバーの衣装決めを手伝っていたことがあった。
1999年11月3日にチェキッ娘を卒業した後は、芸能事務所・ウインドーに所属し、ラジオパーソナリティなど数年間タレント活動を続ける。
その後、洋服が好きだったことと、裏方の仕事に興味を持っていたということや、自ら一人で芸能界を渡っていく才能や器量は無いと感じていたこともあって、2000年のタレント引退後は、2001年の東京・下北沢の古着屋勤務を経て、2002年にテレビ業界向けのスタイリング事務所にアシスタントとして入り、大瀧が師匠と慕うベテランスタイリストに付いて、以後10年間そのスタイリストの元で勉強する。2006年に会社内でスタイリストに昇格、スタイリストに転身。『DAIBAクシン!!cheki b.』で共演した笑福亭鶴瓶のスタイリストのアシスタントを経て2013年に独立してフリーになり、お笑いコンビのアンタッチャブルを10年担当した他、チェキッ娘時代のメンバー同士だった熊切あさ美、上田愛美の他、福田萌ら、タレント、俳優、アーティストのスタイリングを担当したこともあり、柳原可奈子、渡辺直美は『笑っていいとも!』（フジテレビ）の現場の時からスタイリングを担当しており、ぽっちゃり体型をカバーしながらもその個性を引き出すという手法で、「ぽっちゃりタレント支持率NO.1スタイリスト」と言われ、ぽっちゃり女子を可愛く着痩せさせることが出来る第一人者とも言われる。特に渡辺直美との仕事が多く、ファッション雑誌「la farfa 」でも数多くスタイリングを手掛けている。この他、山田菜々、野呂佳代、芸人でも有吉弘行、横澤夏子、バイきんぐらのスタイリングを担当している。
2016年に結婚。夫はオーストラリアで仕事をしているため、2017年の時点では離れて暮らしている状態。
2017年には商品プロデュースにも乗り出し、バケツ型2ウェイショルダーバッグ「seau」を同年10月4日にSelectgramから発売。
2024年5月30日、女児の出産を報告。
スタイリングとしては、ぽっちゃり体型を「上半身ががっしりしたVタイプ」「下半身がどっしりしたAタイプ」「上下とも大きいOタイプ」とアルファベットの形ごとに分けて見立てた上での着こなし方、大判スカーフを使って首のラインを細く見せる方法、前髪で見せる方法、X型・I型の「細見え黄金ライン」で見立てた上での着こなし方や衣装による視覚効果などと言った持論を展開している。

### エピソード
- DA PUMPのファンであり、『DAIBAクシン!!cheki b.』のゲストにDA PUMPが来て握手をした時には感激のあまり泣き出してしまったことがあった[5]。が、東京マリンで行われた『チェキッ娘だらけの水泳大会』のサーフヒル・イントロクイズにおいて、DA PUMPのCrazy Beat Goes On!が出題されたのに正解できなかった。

## 出演

### テレビ
※DAIBAッテキ!!、DAIBAクシン!!シリーズ以外の出演
- 2009年8月中、チェキッ娘のメンバーとしての出演
  - キャンパスナイトフジ（フジテレビ） - 2009年8月21日
  - 森田一義アワー 笑っていいとも!（フジテレビ） - 2009年8月27日『出たいドルデラックス』
- 明石家さんまの転職DE天職（日本テレビ）- 2017年4月30日
- セブンルール（関西テレビ制作・フジテレビ系）- 2017年9月26日
- 林先生が驚く初耳学!（毎日放送制作・TBS系）- 2018年5月20日
- ナカイの窓（日本テレビ） - 2018年7月12日

### ラジオ
- 大瀧彩乃のHAPPY TOGETHER（1999年12月3日 - 2000年9月24日、大阪有線）

## 著書
- ぽっちゃり女子のファッションbook（主婦と生活社　2017年5月）

## 連載
- metropolitana（産経新聞社）『#大瀧彩乃のBAGづくり｜東京カバン女子 - DO IT OURSELVES -』 （2019年4月 -　）